# Colla Castellera de l'Esquerra de l'Eixample
La Colla Castellera de l'Esquerra de l'Eixample, també coneguda amb el nom d'Esquerdats, és una colla castellera del barri barceloní de l'Esquerra de l'Eixample.
La colla va ser fundada la primavera de 2018 i va entrar a la Coordinadora de Colles Castelleres de Catalunya l'abril de 2019. El 2020 van participar per primer cop en la diada de Santa Eulàlia de l'any 2020, on van estrenar la camisa lila i van descarregar un 3d6 i un 3d6a a Sant Jaume.

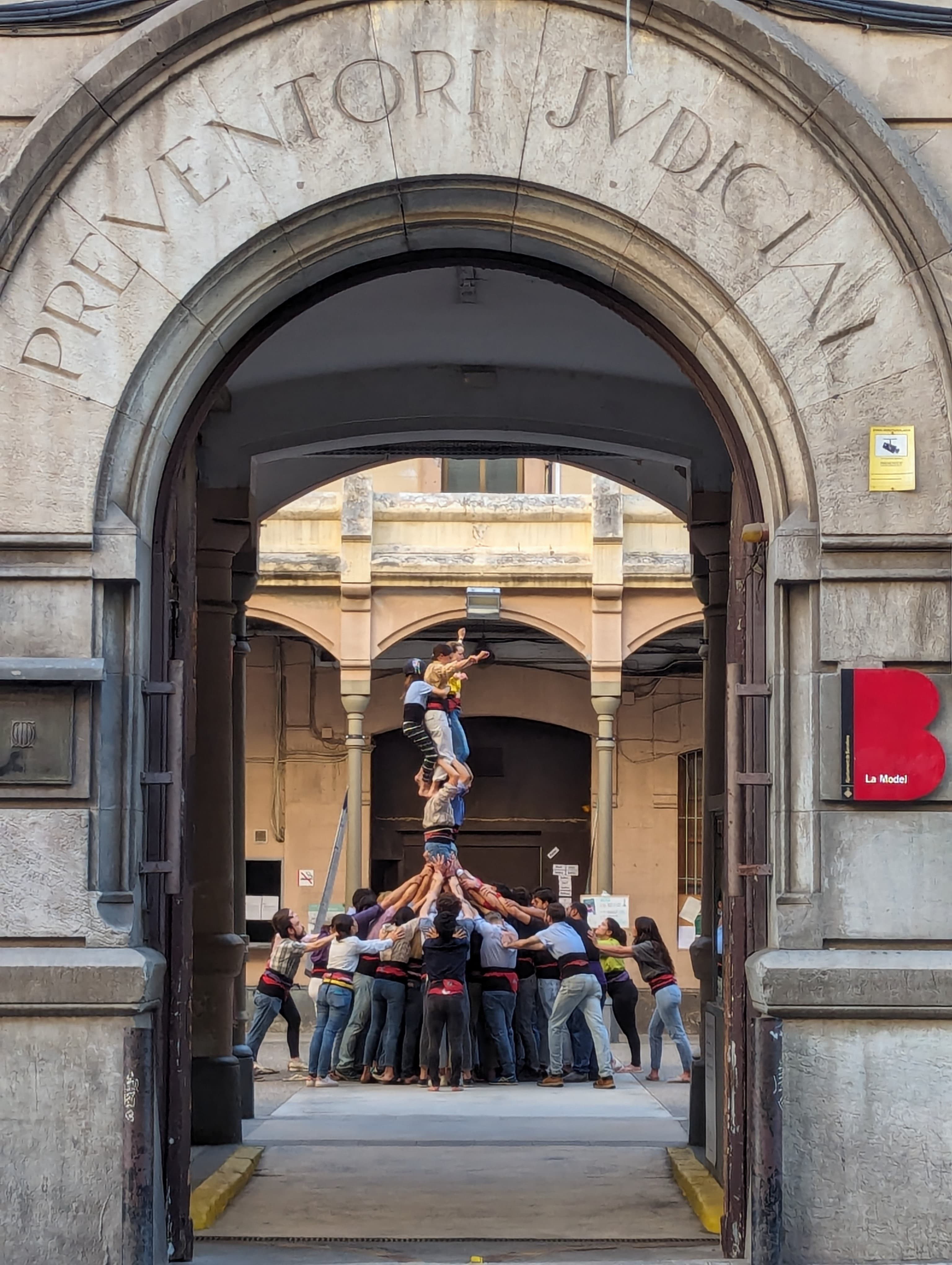
Assaig de la colla dins de l'antiga presó La Model, 2023

La colla tenia programat el seu bateig pel 23 de maig de 2020, però va haver de ser cancel·lat a causa de la pandèmia de COVID-19. L'activitat castellera no va reprendre's fins ben avançat el 2021, quan es van relaxar les mesures d'aïllament sanitari. Les colles de la ciutat van poder obrir el calendari amb una breu intervenció simbòlica al setembre, per les Festes de la Mercè.

## Castells
La taula següent mostra la data, la diada i la plaça en què per, primera vegada, s'han carregat i descarregat, cadascuna de les construccions que la colla ha assolit a plaça.
Actualitzat el 15 de Juny de 2025.
| Castell                 | Carregat                                | Carregat                                | Carregat                                | Carregat                                | Descarregat | Descarregat | Descarregat                                           | Descarregat                                             | Ref.   |
| Castell                 | Imatge                                  | Data                                    | Diada                                   | Plaça                                   | Imatge      | Data        | Diada                                                 | Plaça                                                   | Ref.   |
| ----------------------- | --------------------------------------- | --------------------------------------- | --------------------------------------- | --------------------------------------- | ----------- | ----------- | ----------------------------------------------------- | ------------------------------------------------------- | ------ |
| pd4                     | Descarregat directament.                | Descarregat directament.                | Descarregat directament.                | Descarregat directament.                |             | 28/04/2019  | 66a Fira d'Espàrrecs de Gavà                          | Plaça de Jaume Balmes, Gavà                             | [ 14 ] |
| 3 de 6                  | Descarregat directament a la diada.     | Descarregat directament a la diada.     | Descarregat directament a la diada.     | Descarregat directament a la diada.     |             | 29/06/2019  | 5è aniversari Castellers del Prat                     | Plaça de la Vila, El Prat del Llobregat                 | [ 14 ] |
| 4 de 6                  | Descarregat directament desprès d'1 ID. | Descarregat directament desprès d'1 ID. | Descarregat directament desprès d'1 ID. | Descarregat directament desprès d'1 ID. |             | 29/09/2019  | Festa major de l'Esquerra de l'Eixample               | Jardins de Montserrat, Esquerra de l'Eixample           | [ 15 ] |
| 3 de 6 amb agulla       | Descarregat directament a la diada.     | Descarregat directament a la diada.     | Descarregat directament a la diada.     | Descarregat directament a la diada.     |             | 10/11/2019  | XXII Diada dels Castells de Badalona                  | Plaça de la Vila, Badalona                              | [ 14 ] |
| 2 de 6                  |                                         | 19/03/2022                              | Mercat de Sants                         | Mercat de Sants, Sants                  |             | 12/11/2022  | Diada festa major La Verneda                          | Plaça de la Palmera de Sant Martí, Barcelona            | [ 14 ] |
| 4 de 6 amb agulla       | Descarregat directament.                | Descarregat directament.                | Descarregat directament.                | Descarregat directament.                |             | 24/09/2022  | Diada de la Mercè                                     | Plaça Sant Jaume, Barcelona                             | [ 14 ] |
| 5 de 6                  | Descarregat directament.                | Descarregat directament.                | Descarregat directament.                | Descarregat directament.                |             | 22/10/2022  | Diada de Tardor                                       | Jardins de Montserrat, Esquerra de l'Eixample           | [ 14 ] |
| Pilar de 5              | Descarregat directament.                | Descarregat directament.                | Descarregat directament.                | Descarregat directament.                |             | 20/11/2022  | XI Diada dels Vailets de Gelida                       | Plaça de la Vila, Gelida                                |        |
| 4 de 7                  | Descarregat directament desprès d'1 I.  | Descarregat directament desprès d'1 I.  | Descarregat directament desprès d'1 I.  | Descarregat directament desprès d'1 I.  |             | 13/05/2023  | Diada primavera / Vè aniversari                       | Pistes Poliesportives Parc de Joan Miró, Barcelona      | [ 16 ] |
| 3 de 6 aixecat per sota | Descarregat directament.                | Descarregat directament.                | Descarregat directament.                | Descarregat directament.                |             | 1/07/2023   | 9è aniversari Castellers del Prat                     | Plaça de la Vila, El Prat del Llobregat                 | [ 14 ] |
| 7 de 6                  | Descarregat directament.                | Descarregat directament.                | Descarregat directament.                | Descarregat directament.                |             | 11/05/2024  | Diada de Primavera                                    | Avinguda Roma amb Comte Borrell, Esquerra de l'Eixample | [ 14 ] |
| 3 de 7                  | Descarregat directament.                | Descarregat directament.                | Descarregat directament.                | Descarregat directament.                |             | 25/05/2024  | Diada 45è Aniversari dels Castellers de Castelldefels | Plaça de l'Església, Castelldefels                      | [ 17 ] |
| 4 de 7 amb agulla       | Descarregat directament.                | Descarregat directament.                | Descarregat directament.                | Descarregat directament.                |             | 16/06/2024  | Diada VIè aniversari                                  | La Model(c/Provença-c/Entença                           | [ 18 ] |
| 5 de 7                  | Descarregat directament.                | Descarregat directament.                | Descarregat directament.                | Descarregat directament.                |             | 14/06/2024  | Diada VIIè aniversari                                 | La Model(c/Provença-c/Entença                           | [ 19 ] |
|                         |                                         |                                         |                                         |                                         |             |             |                                                       |                                                         |        |

### Temporades
La taula següent mostra el nombre de castells descarregats (D), carregats (C), intents(I) i intents desmuntats(Id), assolits a cada temporada, des del 2019 (any del primer castell de la colla), pels Esquerdats. Els castells apareixen ordenats, a partir del 5de7, segons el nivell de dificultat estipulat en la taula de puntuacions del concurs de castells de Tarragona del 2024 i La taula de puntuacions del portal casteller
Actualitzat el 2 de Juliol de 2025.
| Resultat              |
| --------------------- |
| Descarregat (D)       |
| Carregat (C)          |
| Intent (I)            |
| Intent desmuntat (ID) |

| Percentatge | 91.74% | 1.96% | 5.65% | 0.65% |

| Castell                                                                       | 5de7 | 5de7 | 5de7 | 5de7 | 4de7a | 4de7a | 4de7a | 4de7a | 3de7 | 3de7 | 3de7 | 3de7 | 4de7 | 4de7 | 4de7 | 4de7 | Pde5 | Pde5 | Pde5 | Pde5 | 2de6 | 2de6 | 2de6 | 2de6 | 3de6ps | 3de6ps | 3de6ps | 3de6ps | 5de6 | 5de6 | 5de6 | 5de6 | 7de6 | 7de6 | 7de6 | 7de6 | 4de6a | 4de6a | 4de6a | 4de6a | 3de6a | 3de6a | 3de6a | 3de6a | 3de6 | 3de6 | 3de6 | 3de6 | 4de6 | 4de6 | 4de6 | 4de6 | Pde4cam | Pde4cam | Pde4cam | Pde4cam | Pde4ps | Pde4ps | Pde4ps | Pde4ps | Pde4 | Pde4 | Pde4 | Pde4 |
| Temporada                                                                     | D    | C    | Id   | I    | D     | C     | Id    | I     | D    | C    | Id   | I    | D    | C    | Id   | I    | D    | C    | Id   | I    | D    | C    | Id   | I    | D      | C      | Id     | I      | D    | C    | Id   | I    | D    | C    | Id   | I    | D     | C     | Id    | I     | D     | C     | Id    | I     | D    | C    | Id   | I    | D    | C    | Id   | I    | D       | C       | Id      | I       | D      | C      | Id     | I      | D    | C    | Id   | I    |
| ----------------------------------------------------------------------------- | ---- | ---- | ---- | ---- | ----- | ----- | ----- | ----- | ---- | ---- | ---- | ---- | ---- | ---- | ---- | ---- | ---- | ---- | ---- | ---- | ---- | ---- | ---- | ---- | ------ | ------ | ------ | ------ | ---- | ---- | ---- | ---- | ---- | ---- | ---- | ---- | ----- | ----- | ----- | ----- | ----- | ----- | ----- | ----- | ---- | ---- | ---- | ---- | ---- | ---- | ---- | ---- | ------- | ------- | ------- | ------- | ------ | ------ | ------ | ------ | ---- | ---- | ---- | ---- |
| 2019                                                                          |      |      |      |      |       |       |       |       |      |      |      |      |      |      |      |      |      |      |      |      |      |      |      |      |        |        |        |        |      |      |      |      |      |      |      |      |       |       |       |       | 2     |       | 1     |       | 5    |      | 4    |      | 2    | 1    | 4    |      |         |         |         |         |        |        |        |        | 21   |      | 3    |      |
| 2020                                                                          |      |      |      |      |       |       |       |       |      |      |      |      |      |      |      |      |      |      |      |      |      |      |      |      |        |        |        |        |      |      |      |      |      |      |      |      |       |       |       |       | 1     |       |       |       | 1    |      |      |      |      |      | 1    |      |         |         |         |         |        |        |        |        | 4    | 1    |      |      |
| 2021                                                                          |      |      |      |      |       |       |       |       |      |      |      |      |      |      |      |      |      |      |      |      |      |      |      |      |        |        |        |        |      |      |      |      |      |      |      |      |       |       |       |       | 1     |       | 2     |       | 1    |      | 1    |      | 1    |      |      |      |         |         |         |         |        |        |        |        | 9    |      |      |      |
| 2022                                                                          |      |      |      |      |       |       |       |       |      |      |      |      |      |      |      |      | 1    |      |      |      | 1    | 1    | 1    |      |        |        |        |        | 1    |      |      |      |      |      |      |      | 2     |       |       |       | 8     |       |       |       | 9    |      |      |      | 6    |      | 1    |      | 1       |         |         |         | 1      |        |        |        | 43   | 1    |      |      |
| 2023                                                                          |      |      |      |      |       |       |       |       |      |      |      |      | 5    |      | 1    | 1    | 3    | 1    |      |      | 8    |      | 1    |      | 1      |        |        |        | 4    |      |      |      |      |      |      |      | 5     |       |       |       | 4     |       |       | 2     | 6    |      |      |      | 6    |      |      |      | 1       |         |         |         |        |        |        |        | 59   | 1    | 1    |      |
| 2024                                                                          |      |      |      |      | 4     |       |       |       | 5    |      |      |      | 10   |      | 1    |      | 7    | 1    |      |      | 5    |      |      |      |        |        |        |        | 2    |      |      |      | 1    |      |      |      | 5     |       | 1     |       | 1     |       |       |       | 7    |      |      |      | 4    |      |      |      | 1       |         |         |         | 2      |        |        |        | 66   | 2    |      |      |
| 2025                                                                          | 1    |      |      |      | 2     |       | 1     |       | 4    |      |      |      | 7    |      | 2    |      | 7    |      |      |      | 3    |      |      |      |        |        |        |        | 4    |      |      |      | 1    |      |      |      | 2     |       |       |       | 4     |       |       |       | 1    |      |      |      | 3    |      |      |      | 1       |         |         |         |        |        |        |        | 40   |      |      |      |
| Castell                                                                       | 5de7 | 5de7 | 5de7 | 5de7 | 4de7a | 4de7a | 4de7a | 4de7a | 3de7 | 3de7 | 3de7 | 3de7 | 4de7 | 4de7 | 4de7 | 4de7 | Pde5 | Pde5 | Pde5 | Pde5 | 2de6 | 2de6 | 2de6 | 2de6 | 3de6ps | 3de6ps | 3de6ps | 3de6ps | 5de6 | 5de6 | 5de6 | 5de6 | 7de6 | 7de6 | 7de6 | 7de6 | 4de6a | 4de6a | 4de6a | 4de6a | 3de6a | 3de6a | 3de6a | 3de6a | 3de6 | 3de6 | 3de6 | 3de6 | 4de6 | 4de6 | 4de6 | 4de6 | Pde4cam | Pde4cam | Pde4cam | Pde4cam | Pde4ps | Pde4ps | Pde4ps | Pde4ps | Pde4 | Pde4 | Pde4 | Pde4 |
| Total                                                                         | D    | C    | Id   | I    | D     | C     | Id    | I     | D    | C    | Id   | I    | D    | C    | Id   | I    | D    | C    | Id   | I    | D    | C    | Id   | I    | D      | C      | Id     | I      | D    | C    | Id   | I    | D    | C    | Id   | I    | D     | C     | Id    | I     | D     | C     | Id    | I     | D    | C    | Id   | I    | D    | C    | Id   | I    | D       | C       | Id      | I       | D      | C      | Id     | I      | D    | C    | Id   | I    |
| Total                                                                         | 1    | –    | –    | –    | 6     | –     | 1     | –     | 9    | –    | –    | –    | 22   | –    | 4    | 1    | 18   | 2    | –    | –    | 17   | 1    | 2    | –    | 1      | –      | –      | –      | 11   | –    | –    | –    | 2    | –    | –    | –    | 14    | –     | 1     | –     | 21    | –     | 3     | 2     | 30   | –    | 5    | –    | 22   | 1    | 6    | –    | 4       | –       | –       | –       | 3      | –      | –      | –      | 242  | 5    | 4    | –    |
| .                                                                             |      |      |      |      |       |       |       |       |      |      |      |      |      |      |      |      |      |      |      |      |      |      |      |      |        |        |        |        |      |      |      |      |      |      |      |      |       |       |       |       |       |       |       |       |      |      |      |      |      |      |      |      |         |         |         |         |        |        |        |        |      |      |      |      |
| Font: Registre de castells de la Colla Castellera de l'Esquerra de l'Eixample |      |      |      |      |       |       |       |       |      |      |      |      |      |      |      |      |      |      |      |      |      |      |      |      |        |        |        |        |      |      |      |      |      |      |      |      |       |       |       |       |       |       |       |       |      |      |      |      |      |      |      |      |         |         |         |         |        |        |        |        |      |      |      |      |